# Bernat Castillejo i Garnés
Bernat Castillejo i Garnés (Lleida, 6 de març de 1961) és un flautista i intèrpret de flabiol català. És professor de flauta travessera del Conservatori Municipal de Sabadell des de l'any 1985 i dirigeix la Banda de Música de Sabadell, la Cobla Sabadell i la Cobla Mediterrània.

## Biografia
De petit va viure a Binèfar. Quan ell tenia 6 anys, amb la família es van establir a Sabadell. Va estudiar música a l'Escolania de Sant Agustí (Escolapis de Sabadell), al Conservatori Superior Municipal de Música de Barcelona, on va obtenir el diploma de professor superior de flauta travessera. Becat pel Ministeri d’Exteriors d’Espanya i pel Ministeri de Cultura de França, va ampliar la seva formació artística a i a l'École Nationale de Musique et d'Art Dramatique d'Orléans amb la flautista i pedagoga Arlette Biget. És deixeble de Josep Maria Llorens i Cisteró i Barbara Held (pel que fa a flauta), de Jordi León (flabiol i tamborí) i d'Albert Argudo (direcció d'orquestra).
Ha rebut diversos premis: Premis d'Honor de flauta i de música de cambra del Conservatori Superior de Barcelona, primer premi de flauta travessera al Conservatori d'Orleans (1985),  i primer premi de flauta del concurs  de la Región Centre de França (1986) i al Concurs Nacional Permanent de Joventuts Musicals d'Espanya (1986) i Premi de la Fundació Caixa de Sabadell pel seu projecte d'edició d'un CD amb música de Toldrà, Manén i Oltra.
Va ser flauta solista de l’Orquestra Simfònica del Vallès, des de la seva fundació el 1987 i fins al 1994, realitzant nombrosos concerts a Espanya i Europa. Ha actuat també com a flauta solista amb diverses agrupacions i col·labora regularment amb l’Orquestra Nacional d’Andorra. Ha actuat com a flauta solista amb diverses orquestres del país i estrangeres i ha fet gires per països americans (Brasil, Uruguai, Xile, Bolívia, Colòmbia i Costa Rica entre d'altres) i europeus (Irlanda, Portugal, França i Espanya). També ha fet produccions per a mitjans de comunicació com Canal Clásico de Vía Digital, Televisió Espanyola i Televisió de Catalunya. Ha impartit cursos i seminaris al nostre país i també a França i Amèrica.